# 罗丝
罗丝女神（Lolth）是角色扮演游戏《龙与地下城》被遗忘的国度设定中虚构的一个蜘蛛形态神，又被称为蜘蛛神。它代表着邪恶、黑暗和残酷。它是魔索布莱城的统治者。受到卓尔精灵的祭拜。
罗丝的高阶女祭司擅长读心术。